# Saint-Georges-sur-Meuse
Saint-Georges-sur-Meuse (valonă Sint-Djôr-so-Mouze) este o comună francofonă din regiunea Valonia din Belgia. Suprafața totală a comunei este de 20,90 km². La 1 ianuarie 2008 comuna avea o populație totală de 6.571 locuitori. 